# ليو هارت
ليو هارت (بالإنجليزية: Leo Hart)‏ هو لاعب كرة قدم أمريكية أمريكي، ولد في 3 مارس 1949 في كينستون في الولايات المتحدة.

## وصلات خارجية
- ليو هارت على موقع مرجع كرة القدم المحترفة.كوم (الإنجليزية)
- ليو هارت على موقع قاعة كارولاينا الشمالية للمشاهير الرياضية (الإنجليزية)